# アグスティン・オルマエチェア
アグスティン・レオン・オルマエチェア（Agustín Leon Ormaechea、1991年3月8日 - ）は、プロD2スタッド・ニソワに所属するラグビーユニオン選手。ウルグアイ代表。

## プロフィール
- ウルグアイ・モンテビデオ出身。
- ポジションはスクラムハーフ(SH)。
- 身長 175cm、体重 80kg
- U20ウルグアイ代表に選ばれたことがある[1]。
- ウルグアイ代表キャップは56（2025年3月現在）でワールドカップ2015・2019・2023のウルグアイ代表に選ばれた[2][3]。
- 父のディエゴ・オルマエチェアはウルグアイ代表のキャプテンを務めた名選手。兄のフアン・ディエゴ・オルマエチェアもラグビー選手で、ラグビーワールドカップ2019では兄弟そろって代表入りした。[4]

## 略歴
モン＝ド＝マルサン、RCストラスブール、モン＝ド＝マルサンを経て、2020年、ニースに加入。